# Blattella dethieri
Blattella dethieri är en kackerlacksart som beskrevs av Roth, L. M. 1985. Blattella dethieri ingår i släktet Blattella och familjen småkackerlackor.
Artens utbredningsområde är Uganda. Inga underarter finns listade.